# Chuchunya
Chuchunya es un homínido críptido que supuestamente existe en Siberia, Rusia. Es descrito como una criatura de 1.82 a 2.13 metros de altura (6 a 7 pies) y cubierto de pelaje negro. Algunos criptozoologos, entre ellos Bernard Heuvelmans, especulan que el Chuchunya es una población residual o relicto de Homo neanderthalensis; mientras que Mark Hall ha sugerido que son supervivientes de Homo gardarensis.
No ha sido presentada evidencia concluyente de su existencia.

## Descripción
De acuerdo a las descripciones dadas por los nómadas de las etnias evenki y yakuto son de conformación física similar a la de un Neanderthal, visten con ropa hecha de pieles y tienen una mancha de piel blanca en sus antebrazos. Afirman que ocasionalmente consumen carne humana. Algunos testigos declaran que el Chuchunya tiene cola. Su altura es de 1.82 a 2.13 metros (6 a 7 pies). Incapaz de hablar solo emitiría sonidos.

## Testimonios e investigaciones
Chuchunaa significa en yakut fugitivo o desclasado y su equivalente altaico, mulen, bandido. En época del zarismo se tiene recogidos numerosos testimonios de masacres y enterramientos llevados en secreto de chuchunyas. Igualmente existen relatos que hablan del gran número de mulens que fueron exterminados por los desplazados a la zona de la Revolución rusa.
En 1928 se presentó un informe en la Sociedad Geográfica Rusa en el que se pedía el estudio del chuchunya antes de su extinción. Cinco años después la Sociedad se puso en contacto con el Gobierno pidiendo que la caza de esto hominidos fuera prohibida bajo el pretexto de que <<todos los soviéticos merecen la misma protección>>.
En la década de 1970, Vladimir Pushkarev recopiló un gran número de historias sobre el chuchunya en las que destacan que <<poseía las características humanas>> y carecía de rasgos sobrenaturales. Además también recogió historias de otro "salvaje" llamado tungu, que mediría unos dos metros, iba descalzo y vestía con pieles, con el que los habitantes de Yakutia habían tenido encuentros.

## Evidencia
Ninguna evidencia ha sido dada de su existencia, excepto por varios relatos de avistamientos por parte de algunos habitantes de la región y una única fotografía de la que se desconoce la fecha y la localización exacta.